# Andrea Sick
Andrea Sick (* 1963) ist eine deutsche Kultur- und Medienwissenschaftlerin sowie Kuratorin.

## Biografie
Sick studierte Germanistik, Politik, Kulturwissenschaften und Kunstwissenschaften in Heidelberg, Bremen und Hamburg. Sie promovierte 2001 an der Universität Hamburg mit einem Stipendium der Heinrich-Böll-Stiftung zu Wechselwirkungen von Wissen und Sehen in der Kartografie.
Von 1994 bis 2000 lehrte Sick an der Universität Bremen. Seit Januar 2007 ist sie Professorin für Kultur- und Mediengeschichte/-theorie an der Hochschule für Künste Bremen. Seit 1992 ist sie außerdem künstlerische Leiterin und Geschäftsführerin  (gemeinsam mit Claudia Reiche) des thealit.

## Veröffentlichungen
- als Hrsg. mit Claudia Reiche: Debatterie! Antagonismen Aufführen. Bremen 2018, ISBN 978-3-930924-23-3.
- als Hrsg.: Nethertheless. 17 Manifestos. Textem, Hamburg 2018, ISBN 978-3-86485-190-2.
- als Hrsg. mit Tania Prill: Geräusche, Töne Essays, Vorträge, Ritornelle zur Kunstgeschichte. Michael Glasmeier. Textem, Hamburg 2016, ISBN 978-3-86485-144-5.
- 20 Manifestos. Hochschule für Künste, Bremen 2015.
- als Hrsg. mit Dennis Paul: Rauchwolken und Luftschlösser. Temporäre Räume. Textem, Hamburg 2013.
- als Hrsg. mit Claudia Reiche: Was ist Verrat? thealit, Bremen 2012, ISBN 978-3-930924-16-5.
- mit Mona Schieren: Look at me. Celebrity Culture at The Venice Art Biennale. Verlag für moderne Kunst, Nürnberg 2011, ISBN 978-3-86984-177-9.
- mit Katharina Hinsberg, Dorothea Mink (Hrsg.): Raster und Fadenkreuz. Zur Musterung von Verbrechen. Kritik und künstlerische Untersuchungen einer Medientechnik. transkript, Bielefeld 2009, ISBN 978-3-8376-1173-1.
- als Hrsg. mit Susanne Bauer, Ulrike Bergermann, Christine Hanke, Helene von Oldenburg, Claudia Reiche: Prototypisieren. Eine Messe für Theorie und Kunst.  Bremen 2009, ISBN 978-3-930924-14-1.
- mit Claudia Reiche (Hrsg.): Do not exist. woman, europe, digital medium. 2008, ISBN 978-3-930924-13-4.
- mit Christoph Lischka (Hrsg.): Machines as Agency. Artistic Perspectives. transcript, Bielefeld 2007, ISBN 978-3-89942-646-5.
- als Hrsg. mit Elke Bippus: Industrialisierung <> Technologisierung von Kunst und Wissenschaft. transcript, Bielefeld 2005, ISBN 3-89942-317-8.
- Orientierungen zwischen Medien, Technik und Diskursen. Bremen 2006, ISBN 3-930924-07-2.
- mit Ulrike Bergermann, Elke Bippus, Marion Herz, Helene von Oldenburg, Claudia Reiche, Jutta Weber (Hrsg.): Eingreifen. Viren, Modelle, Tricks.  Bremen 2003, ISBN 3-930924-04-8.
- mit Claudia Reiche (Hrsg.): Technics of Cyber ‹ › Feminism. ‹mode=message›. Bremen 2002, ISBN 3-930924-03-X.
- als Hrsg. mit Ulrike Bergermann, Andrea Klier: HAND. Medium – Körper – Technik. Bremen 2001 ISBN 3-930924-02-1.
- als Hrsg. mit Elke Bippus: Serialität. Reihen und Netze . (CDROM), thealit, Bremen 2000, ISBN 978-3-930924-01-1.
- als Hrsg. mit Ulrike Bergermann, Friederike Janshen, Claudia Reiche: ÜberSchriften: aus Bildern und Büchern. Bremen 1994, ISBN 3-930924-00-5.